# Amir Kapetanović
Amir Kapetanović (Pakrac, 1975.), hrvatski filolog, znanstveni savjetnik u trajnom zvanju i redoviti profesor, član suradnik HAZU od 2016. godine.

## Životopis
Rođen je 1975. u Pakracu. Na Filozofskom fakultetu Sveučilišta u Zagrebu diplomirao je hrvatski jezik i književnost 1997. godine. Od 1998. radi na Institutu za hrvatski jezik i jezikoslovlje u Zagrebu kao znanstveni novak na projektu akademika Josipa Vončine Tekstologija hrvatske pisane baštine i posvećuje se primarnim filološkim (tekstološkim) istraživanjima te proučavanju povijesti hrvatskoga jezika 16. – 20. stoljeća. Na Filozofskom fakultetu Sveučilišta u Zagrebu pohađao je poslijediplomski studij i 2001. obranio magistarski rad Jezičnostilski mozaik i nova tekstološka obrada Mišterija vele lipa i slavna (1556.). Na Filozofskom fakultetu Sveučilišta u Zagrebu obranio je 2004. doktorsku disertaciju Arhaizmi u hrvatskom jeziku. Autor je četrdesetak znanstvenih radova. Priredio je samostalno ili sa suradnicima dva kritička izdanja, oba nagrađena (Književna djela N. Nalješkovića i Hrvatsko srednjovjekovno pjesništvo: pjesme, plačevi i prikazanja na starohrvatskom jeziku). U svojim znanstvenim i stručnim radovima kreće se od tradicionalnih jezičnopovijesnih analiza različitih tipova starohrvatskih i srednjohrvatskih tekstova do njihova opisa iz sociolingvističke, antropolingvističke i kognitivnolingvističke perspektive, od tekstološke obradbe i paleografske analize starih hrvatskih tekstova do njihova književnopovijesnoga opisa. Urednik je niza Starohrvatska vrela u sklopu institutske biblioteke Hrvatska jezična riznica.